# Didier Nicolas
Didier Nicolas – francuski zapaśnik walczący w stylu wolnym. Uczestnik mistrzostw świata w 1978 i 1979. Zajął ósme miejsce na mistrzostwach Europy w 1980. Srebrny medalista igrzysk śródziemnomorskich w 1979. Mistrz Francji w 1980 roku.